# Championnat des moins de 20 ans de l’union des fédérations de football d'Afrique centrale
Le Championnat des moins de 20 ans de l'Union des fédérations de football d'Afrique centrale est une compétition sous-continentale réunissant les sélections nationales des moins de 20 ans de football de la zone de l'Union des fédérations de football d'Afrique centrale.

## Histoire
Comme la plupart des autres compétitions régionales des moins de 20 ans, cette compétition a été créée pour les nouvelles règles de qualification pour la Coupe d'Afrique des nations de football des moins de 20 ans. 
Depuis 2020, le gagnant et le finaliste de chaque zone régionale d’Afrique sont qualifiés sauf dans le cas où la coupe se joue dans la zone centrale ; dans ce cas-là, une seule place sera attribuée au vainqueur, l’autre étant donnée au pays hôte de la Coupe d'Afrique des nations de football des moins de 20 ans. La première compétition en 2020 s'est soldée par la victoire du Cameroun contre la République centrafricaine. En 2022, le tirage au sort a eu lieu le 8 novembre, le tournoi se déroule sous forme d’un seul groupe à la suite du désistement de l’équipe de Sao Tomé-et-Principe, de la Guinée Équatoriale et du Tchad. Les matches sont prévus du 7 au 18 décembre 2022.
En 2023, la coupe s’est jouée à quatre équipes après le désistement du Cameroun, de la Guinée Equatoriale du Tchad et de Sao Tomé-et-Principe ; le Gabon remporte son premier trophée.

## Équipes éligibles
- Cameroun
- Congo
- Gabon
- Guinée équatoriale
- République centrafricaine
- RD Congo
- Sao Tomé-et-Principe
- Tchad

## Palmarès
Le tableau suivant retrace pour chaque édition de la compétition, le palmarès du tournoi et le pays hôte.
| N° | Édition | Pays hôte                        | Or       | Argent                    | Bronze   |
| -- | ------- | -------------------------------- | -------- | ------------------------- | -------- |
| 1  | 2021    | Guinée équatoriale               | Cameroun | République centrafricaine |          |
| 2  | 2022    | République du Congo              | Congo    | République centrafricaine | Cameroun |
| 3  | 2023    | République démocratique du Congo | Gabon    | RD Congo                  | Congo    |
| 4  | 2024    | République du Congo              | RD Congo | Congo                     |          |